# Distretto di Alpu
Il distretto di Alpu (in turco Alpu ilçesi) è uno dei distretti della provincia di Eskişehir, in Turchia.